# 科瓦利夫卡 (戈羅多克區)
49°17′54″N 26°38′58″E / 49.29833°N 26.64944°E
科瓦利夫卡（烏克蘭語：Ковалівка）是位於烏克蘭西部的村莊，由赫梅利尼茨基州裡赫梅利尼茨基區的霍羅多克市鎮負責管轄。該村始建於1870年，面積0.9平方公里，海拔高度289米，2001年人口14，人口密度每平方公里15.6人。